# Borisz Pavlovics Liszunov

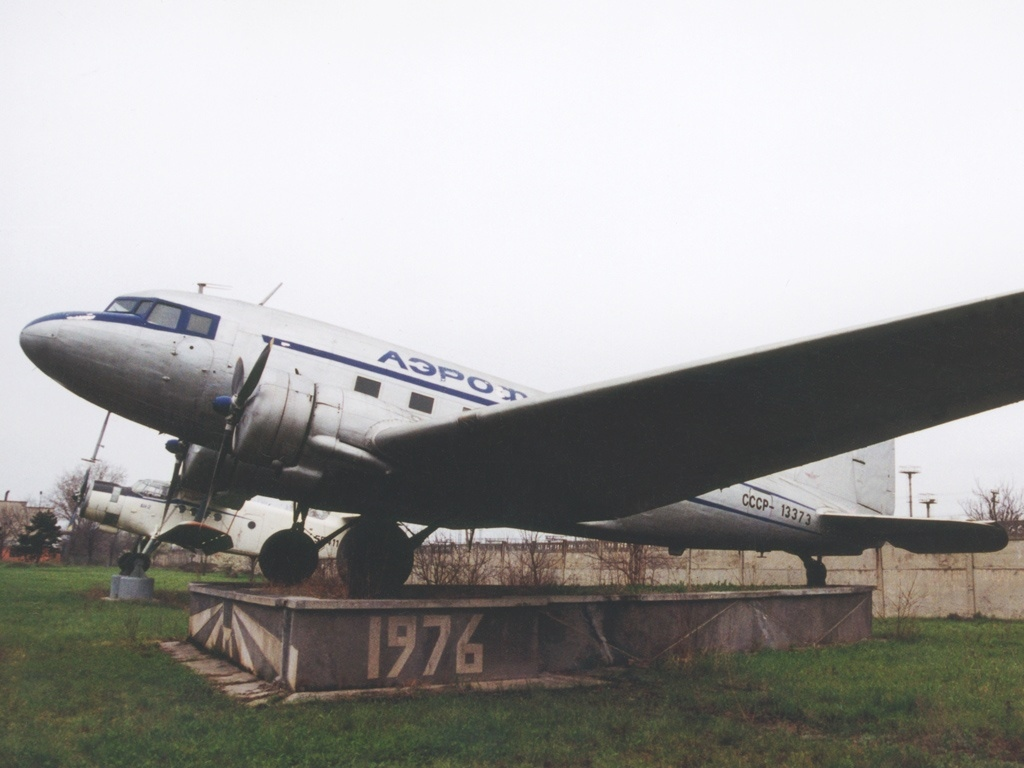
Egy Li–2 gép az Aeroflot flottájából

Borisz Pavlovics Liszunov (Борис Павлович Лисунов, 1898. augusztus 19. – 1946. november 3.) szovjet repülőmérnök, repülőgéptervező.

## Élete
Az Orosz Birodalom Asztraháni kormányzóságában, a Jenotajevszki járásban fekvő Durnovszkaja kozák faluban született. 1918-ban végezte el Szaratovban a 2. nyolcosztályos fiúgimnáziumot. Ezt követően a Zsukovszkij Repülő Akadémián tanult, ahol repülőmérnöki végzettséget szerzett. 1926-tól a Vörös Hadsereg egyik repülőszázadánál szolgált mérnökként. Később a Harkovi Repülőgépgyár, majd a moszkvai 39-es számú repülőgépgyár főmérnöke volt. 1936 novemberében az Egyesült Államokba látogatott, a Douglas Aircraft Companynek a kaliforniai Santa Monicában lévő repülőgépgyárába, hogy a Szovjetunió megkezdhesse a Douglas DC–3 licencelt változatának a gyártását. 1936 novembere és 1939 áprilisa között Liszunov minden részletet rögzített a DC–3 géppel és gyártási folyamatával, valamint karbantartásával kapcsolatban.
Miután visszatért a Szovjetunióba, Liszunov és Vlagyimir Mjasziscsev hozzáfogtak a DC–3 áttervezéséhez azzal a céllal, hogy megkezdődhessen a géptípus gyártása. A munka nagy részét a tervrajzok és dokumentumok metrikus mértékegységrendszerre átváltása tette ki. A repülőgépet, amely kezdetben a PSZ–84, majd 1942-ben a Li–2 típusjelzést kapta, 1939 és 1952 között gyártották; a Malév történetében is jelentős szerepet játszott a géptípus.
1938. január 27-én Liszunov a Moszkvához közeli Himkiben, majd 1941-től Taskentben működő 84-es számú repülőgépgyár műszaki igazgatója lett, nem sokkal később azonban áldozatul esett a nagy tisztogatásnak. 1946-ban halt meg; nem sokkal halála előtt megkapta a Lenin-rendet és a Vörös Csillag-rendet.

## Fordítás
- Ez a szócikk részben vagy egészben  a   Boris Lisunov című angol Wikipédia-szócikk ezen változatának fordításán alapul.  Az eredeti cikk szerkesztőit annak laptörténete sorolja fel. Ez a jelzés csupán a megfogalmazás eredetét és a szerzői jogokat jelzi, nem szolgál a cikkben szereplő információk forrásmegjelöléseként.

## Külső hivatkozások
- The Douglas C-47 Dakota at www.faqs.org